# Thecla herri
Thecla herri är en fjärilsart som beskrevs av Fielder. Thecla herri ingår i släktet Thecla och familjen juvelvingar. Inga underarter finns listade i Catalogue of Life.